# Bainha carótica

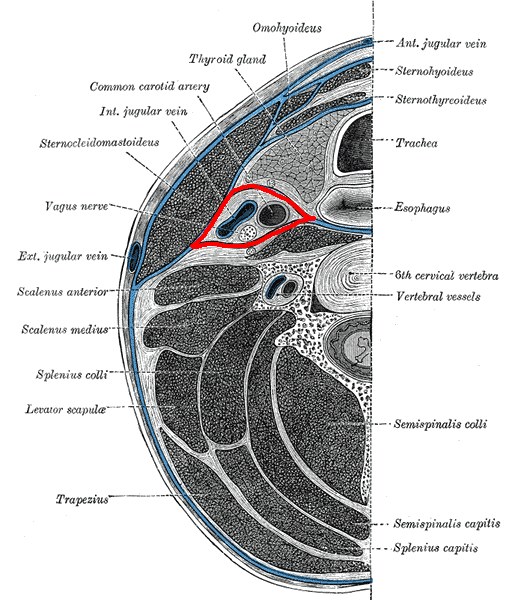
Bainha carótica com as bordas coradas em vermelho.

A bainha carótica é um tecido fibroso tubular que se localiza da base do crânio até a raiz de cada lado do pescoço. É formada pela fusão das três lâminas da fáscia cervical (pré-traqueal, pré-vertebral e superficial). As principais estruturas que são envolvidas pela bainha são a artéria carótida comum e interna, o nervo vago e a veia jugular interna. Se comunica inferiormente com o mediastino do tórax e superiormente com a cavidade do crânio, o que transforma essas regiões em vias potenciais de disseminação de infecções e hemorragias.

## Conteúdo
Artérias carótidas comum e interna, veia jugular interna, nervo vago, linfonodos cervicais profundos, nervo do seio carótico, fibras nervosas simpáticas.